# Мастаба

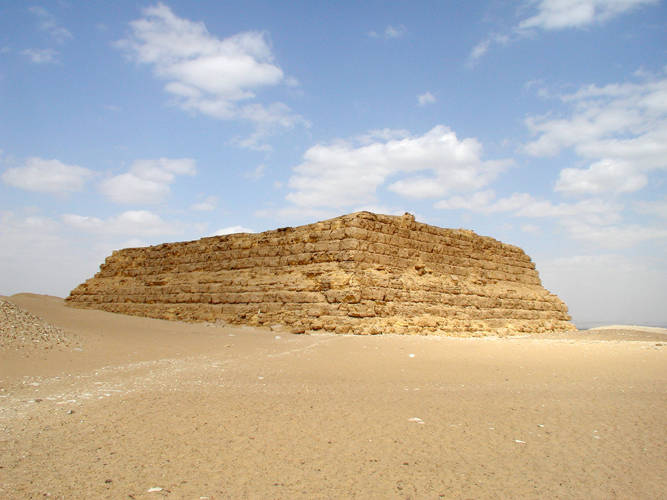
Мастаба Шепсескафа в Саккаре

Ма́стаба, также Маста́ба (араб. مصطبة‎ — «скамья», по внешнему виду гробницы, геол. терраса, выступ, уступ), или пер-джед («дом для вечности» или «вечный дом») — гробницы в Древнем Египте периодов Раннего и Древнего царств, имеют форму усечённой пирамиды с подземной погребальной камерой и несколькими помещениями внутри, стены которых покрывались рельефами и росписями.
Погребальных камер могло быть несколько, и некоторые из них закрывались опускающимися плитами.

## Конструкция

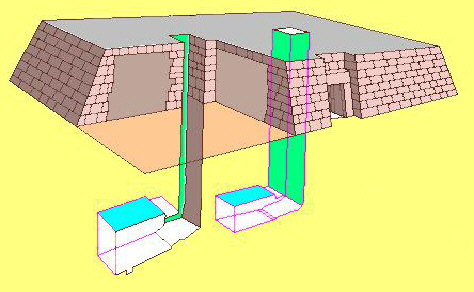
Схема мастабы

В основе конструкции — деревянные или сделанные из кирпича-сырца опоры, покрытые бутовой кладкой и затем — кирпичной кладкой или тесаным камнем.
Мастаба состоит из двух частей — наземной и подземной. В подземной части располагается погребальная камера, где находится мумия. А в наземной расположен сердаб — молельня со статуей, в которую, по поверьям египтян, могла переселиться душа усопшего, в случае если мумия будет испорчена.
Ложная дверь в мастабах впервые исполнена при Третьей династии Древнего царства и стала практически постоянным элементом гробниц IV — VI династий. В течение почти 150 лет, охватывающих правления фараонов Пепи I, Меренра I и Пепи II, ложная дверь претерпела изменения в части панелей. Это помогает историкам датировать гробницы.